# آتش‌سوزی کلیسای نوتردام پاریس

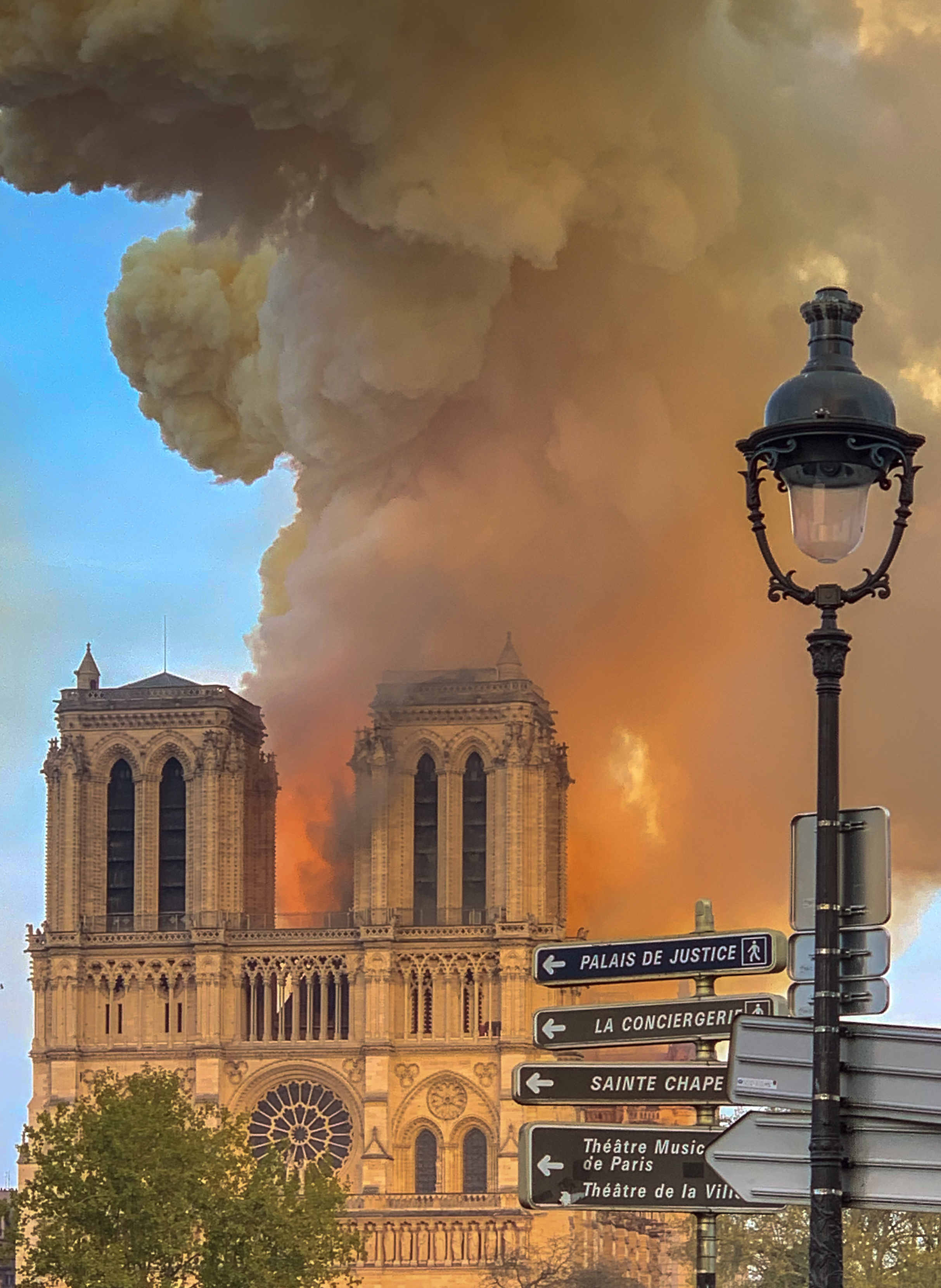
کلیسا در هنگام آتش‌سوزی

کلیسای نوتردام پاریس در ۱۵ آوریل ۲۰۱۹ (۲۶ فروردین ۱۳۹۸) دچار آتش‌سوزی جدی شد. با توجه به اهمیت تاریخی این کلیسا، این حادثه باعث واکنش‌هایی در سراسر جهان شد. این آتش در ساعت ۱۸:۵۰ رخ داد. با وجود این‌که علت این حادثه هنوز مشخص نشده‌است اما احتمالاً اینکه این آتش‌سوزی به بازسازی کلیسا مربوط بوده باشد، وجود دارد. فعلاً هیچ کشته یا مجروحی در این حادثه گزارش نشده‌است. در این حادثه برج و سقف کلیسای نوتردام فرو ریخت و آسیب جدی به قسمت‌های داخلی کلیسا و تزئینات آن وارد شد.

## اهمیت
کلیسای نتردام از محبوبترین نقاط گردشگری در فرانسه بود که سالانه بیش از ۱۳ میلیون بازدید کننده داشت. این کلیسا تا مدتی طولانی بزرگترین کلیسای اروپا بوده‌است. اهمیت این بنای تاریخی در این است که به عنوان زیباترین اثر در معماری گوتیک شناخته می‌شود که برای تزیین داخل و خارج آن صدها مجسمه کوچک و بزرگ از سنگ یا چوب تراشیده‌اند.

## شرح حادثه

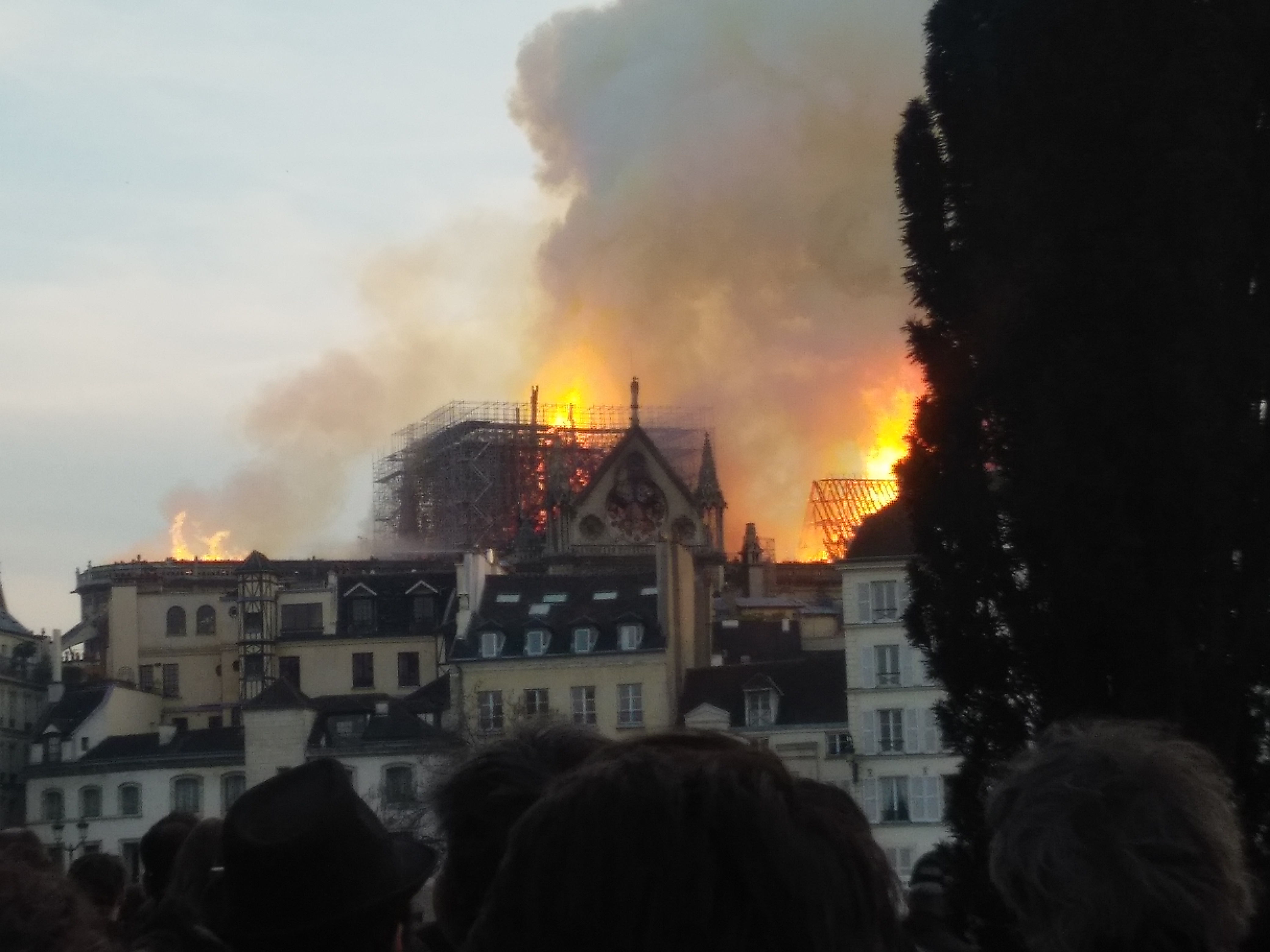
آتش سازی کلیسا در سال ۲۰۱۹

آتش اوایل غروب از سقف این کلیسای هشتصد ساله آغاز شد و به سرعت گسترش یافت تا جایی که کل سقف آن را نابود کرد.
دود ناشی از این آتش‌سوزی پاریس را فرا گرفت. این درحالی بود که هزاران نفر از شهروندان پاریس نظاره‌گر این صحنه بودند و چند شبکهٔ تلویزیونی این آتش‌سوزی را به صورت زنده نمایش می‌دادند.
یک سخنگوی کلیسا به خبرگزاری فرانسه گفته‌است ساختار چوبی که سقف را نگه می‌داشت در آتش از بین رفته‌است.
پلیس پایتخت فرانسه نیز در توئیتی از ساکنان پاریس خواسته‌است که از تجمع در اطراف کلیسا خودداری کنند تا «راه برای خودروهای نجات باز باشد».

## واکنش‌ها
رئیس‌جمهور فرانسه، امانوئل مکرون سخنرانی خودش را که قرار بود مستقیم از تلویزیون پخش بشود، بخاطر آتش‌سوزی کلیسای نوتردام به عقب انداخت. مکرون در توئیتی گفته‌است که «کل کشور در غم و اندوه است… من به فکر همه کاتولیک‌ها و شهروندان فرانسوی هستم. مثل تمام هموطنان‌مان، غمگینم هنگامی که می‌بینم این بخش از زندگی ما در حال سوختن است».
همچنین کاخ الیزه این آتش‌سوزی را «وحشتناک» توصیف کرده‌است.
رهبران جهان و دولت‌ها شامل واتیکان، دونالد توسک آنگلا مرکل، ترزا می، ارنا سولبرگ و دونالد ترامپ همدردی خودشان را به شهر پاریس و فرانسه بخاطر احتمال از بین رفتن یک اثر تاریخی ابراز داشتند.
کامیل پاسکال، مورخ فرانسوی، در این رابطه گفته‌است که آتش «میراثی غیرقابل ارزش‌گذاری» را نابود کرده‌است. او گفته: «هشتصد سال بود که این کلیسا نظاره‌گر پاریس بود. قرن‌ها بود که ناقوس‌های نتردام زنگ حوادث شاد و تلخ را می‌نواخت».